# Adam Mokoka
Adam Mokoka (ur. 18 lipca 1998 w Paryżu) – francuski koszykarz, występujący na pozycji rzucającego obrońcy.
W 2019 rozegrał pięć spotkań w barwach Chicago Bulls, podczas letniej ligi NBA.

## Osiągnięcia
Stan na 19 października 2021, na podstawie, o ile nie zaznaczono inaczej.
Drużynowe
- Mistrz Francji U–21 (2014, 2015)
- Uczestnik rozgrywek FIBA Europe Cup (2016/2017)

Indywidualne
- Wschodząca gwiazda ligi francuskiej (2018)

Reprezentacja
- Mistrz Europy:
  - U–18 (2016)
  - U–16 (2014)
- Uczestnik:
  - mistrzostw świata U–19 (2017 – 7. miejsce)
  - turnieju Alberta Schweitzera (2016 – 4. miejsce)